# Срем (футбольный клуб)
«Срем» (серб. ФK Срем) — сербский футбольный клуб из города Сремска-Митровица, в Сремском округе автономного края Воеводина. Домашние матчи проводит на арене «Променада», вмещающем 3 500 зрителей. Клуб основан в 1919 году под названием «СК Граждянски», после второй мировой войны был восстановлен, и получил название «СК Единство», через некоторое время получил нынешние название, эмблему и цвета. В чемпионате Югославии команда никогда не поднималась в Первую лигу, преимущественно выступая во второй лиге, периодически вылетая в третью. В чемпионатах Сербии так же выступает во втором и третьем дивизионах, в 2002 году команда объединилась с клубом «Звездара».

## Статистика сезонов
| Сезон   | Дивизион       | Место | Кубок |
| ------- | -------------- | ----- | ----- |
| 1999/00 | Лига Воеводины | 5-е   |       |
| 2001/02 | Лига Воеводины | 12-е  |       |
| 2002/03 | Восточная лига | 4-е   | 1/8   |
| 2003/04 | Восточная лига | 4-е   | 1/16  |
| 2004/05 | Сербская лига  | 9-е   |       |
| 2005/06 | Сербская лига  | 5-е   |       |
| 2006/07 | Первая лига    | 14-е  | 1/8   |
| 2007/08 | Первая лига    | 7-е   | 1/8   |
| 2008/09 | Первая лига    | 9-е   | 1/16  |
| 2009/10 | Первая лига    | 8-е   | 1/16  |
| 2010/11 | Первая лига    | 14-е  | 1/8   |
| 2011/12 | Первая лига    | 16-е  | 1/16  |
| 2012/13 | Лига Воеводины | 15-е  |       |